# Rico und Oskar
Rico und Oskar ist eine Buchreihe von Andreas Steinhöfel mit Illustrationen von Peter Schössow. Die Reihe handelt vom „tiefbegabten“ Rico, der sich mit dem hochbegabten Oskar anfreundet. Zusammen lösen sie Kriminalfälle in ihrem Umfeld. Drei der Bücher wurden verfilmt.

## Handlung
Rico ist der Ich-Erzähler der Romanreihe. Er beginnt seine Erlebnisse in einem Ferientagebuch festzuhalten. Später schreibt er seine Geschichte für seine kleine Schwester weiter.

### Rico, Oskar und die Tieferschatten
Der zehnjährige Rico Doretti freundet sich mit dem drei Jahre jüngeren Oskar an. Gemeinsam lösen sie den Kriminalfall um einen Kindesentführer.

### Rico, Oskar und das Herzgebreche
Rico und Oskar werden in einen weiteren Kriminalfall verwickelt, als sie entdecken, dass Ricos Mutter gestohlene Handtaschen verkauft. Es stellt sich heraus, dass sie von Ellie und Boris erpresst wird. Rico und Oskar überführen den Erpresser und Rico erfährt die wahre Geschichte um seinen totgeglaubten Vater.

### Rico, Oskar und der Diebstahlstein
Oskar und sein Vater sind in Ricos Haus eingezogen. Als aus der Steinsammlung des verstorbenen Nachbars Fitzke ein vermeintlich wertvoller Edelstein verschwindet, nehmen Rico und Oskar die Ermittlungen auf, die sie bis an die Ostsee führen. Zurück in Berlin, überführen sie die Diebin des Steins und kommen mit ihr zu einer freundschaftlichen Lösung.

### Rico, Oskar und das Vomhimmelhoch
Kurz vor Weihnachten erzählt Rico in drei Rückblicken, was sich in der Zwischenzeit ereignet hat: Er und Oskar haben sich mit einer Gruppe Kinder aus der Nachbarschaft angefreundet. Sie verbringen gemeinsam den Sommer, bis sich die Gruppe zerstreitet. Am Weihnachtsabend versöhnen sich die Kinder, während sie eingeschneit in Ricos und Oskars Haus festsitzen. Am selben Abend wird Ricos Halbschwester Penny geboren.

### Rico, Oskar und das Mistverständnis
Der verlassene Hinterhof, der der geheime Treffpunkt für Rico, Oskar und ihre Bande ist, soll verkauft werden. Den Kindern gelingt es, einen Betrug aufzudecken und ihren Spielplatz zu retten.

## Figuren

### Die Titelfiguren

#### Rico Doretti
Frederico „Rico“ Doretti ist ein „tiefbegabter“ Junge (das Wort scheint von ihm selbst zu stammen). Er ist der Sohn von Tanja und der Halbbruder von Penny. Er wohnte anfangs im 2. Stock der Dieffenbachstraße 93, von ihm nur Dieffe 93 genannt. Ab dem dritten Band wohnt er im 5. Stock in der früheren Wohnung von Marrak, ab dem vierten Band durch einen Durchbruch auch im 4. Stock. Er übernimmt den Jack Russell Terrier von Ellie Wandbeck, nachdem diese ins Gefängnis musste, und nennt ihn „Porsche“. Rico ist in Sarah verliebt und je nach Band zehn bis zwölf Jahre alt.

#### Oskar Döring
Oskar Döring ist ein hochbegabter Junge. Er ist der Sohn von Lars und zieht im dritten Band in Ricos frühere Wohnung im 2. Stock. Er weiß, anders als Rico, sehr viel, hat jedoch vor vielem Angst, ähnlich wie sein Vater. Gerne hält er anderen Leuten Moralpredigten, dass sie weniger trinken oder sich waschen sollten. Oskar ist in Miray verliebt.

### Dieffe 93

#### Marrak
Herr Marrak ist Chef einer Sicherheitsfirma. Er wohnt im 5. Stock und damit im Dachgeschoss, seine Wohnung beinhaltet unter anderem einen Dachgarten. Er ist Mister 2000 bzw. der ALDI-Kidnapper bzw. der Schnäppchenentführer. Er kommt ins Gefängnis und taucht deshalb nach dem ersten Band nicht mehr auf.

#### Runge-Blawetzkys
Die Runge-Blawetzkys sind Thorben und seine Eltern. Sie wohnen im 5. Stock und treten nie in Erscheinung. Rico erzählt, dass Thorben ihn gerne drangsaliert.

#### Simon Westbühl
Simon Westbühl ist kurz vor Beginn der Reihe in den 4. Stock gezogen, ab dem vierten Band wohnt er durch einen Durchbruch auch im 5. Stock. Er wird von Rico häufig nur „der Bühl“ genannt, weil er mit den Himmelsrichtungen durcheinanderkommt. Er ist Polizist. Er heiratet im dritten Band Ricos Mutter Tanja Doretti, Penny ist ihre gemeinsame Tochter.

#### Gustav Fitzke
Gustav Wilhelm Fitzke ist ca. 70 Jahre alt und wohnt im 4. Stock und züchtet Steine. Er hat Klara Bonhöfer geholfen, ihren Sohn Herbert großzuziehen. Er ist sehr knurrig und beschimpft Rico anfangs als „Schwachkopf“. Seine Steinsammlung erbte er von einem Onkel und erweiterte sie seitdem stets. Sein größter Schatz ist ein Kalbstein.
Zudem hat er Probleme mit dem Herzen, an deren Folge er kurz vor Beginn des dritten Bandes, welcher mit seiner Beerdigung beginnt, verstirbt. Rico erbt seine Sammlung.

#### Elke Dahling
Elke Dahling wohnt im 3. Stock. Sie ist geschieden und mit Ludger van Scherten verlobt. Sie lädt Rico regelmäßig zum Fernsehen und „Müffelchen“-Essen ein. Dass sie sich in Herrn van Scherten verlobt, ist ironisch, zumal Rico in den ersten beiden Bänden mehrfach erwähnt, dass sie abwertend über Rentner denkt.

#### Rainer Kiesling
Rainer Kiesling wohnt im 3. Stock. Ihm gehört ein Zahnlabor in Tempelhof. Er ist schwul und in einer Beziehung mit Ulf Brauscher. Er fährt einen alten Porsche.

#### Sechs Kesslers
Die sechs Kesslers sind zweimal Zwillinge und ihre Eltern. Afra und Semele „Mele“ sind die Älteren und Jonathan und Ludwig die Jüngeren. Sie wohnen im 1. und 2. Stock, durch einen Durchbruch. Sowohl Rico als auch Frau Dahling empfinden sie als nervig.

#### Tanja Doretti
Tanja Doretti ist die Mutter von Rico und Penny. Sie wohnt mit Rico im 2. Stock, ab dem dritten Band im 5. Stock in der früheren Wohnung von Marrak, ab dem vierten Band durch einen Durchbruch auch im 4. Stock. Sie heiratet im dritten Band Simon Westbühl. Sie ist die Geschäftsführerin im Nachtclub „Mausefalle“. Nach den Vorkommnissen im zweiten Band gibt sie gemeinsam mit Irina diesen Job auf und eröffnet im dritten Band mit ihr eine Boutique mit Schneiderei.

#### Jule, Berts und Massoud und Maja
Jule, Berts und Massoud sind Studenten. Sie wohnen im 1. Stock. Jule und Massoud sind ein Paar. Im zweiten Band trennen sie sich und Jule zieht zu ihrer Mutter nach Regensburg. Ab dem dritten Band wohnt Berts neue Freundin Maja mit in der WG. Sie ist ebenfalls Studentin. Zwischen dem dritten und vierten Band ziehen Berts und Maja aus, nähere Umstände dazu sind nicht bekannt.

#### Mommsen
Herr Mommsen ist der Hausverwalter. Er wohnt im Erdgeschoss und hat ein Alkoholproblem.

#### Lars Döring
Lars Döring ist der alleinerziehende Vater von Oskar. Er war eine Zeitlang arbeitslos; im dritten Band nimmt er einen Job in einem Versandlager an und zieht mit Oskar in Ricos frühere Wohnung im 2. Stock. Anfangs zeigt sich Lars als schwieriger Vater, dem Oskar sogar den Tod wünscht, ab Ende des dritten Bandes jedoch, nachdem Lars Oskar vor Justin rettet, ändert sich das Ganze langsam und Lars wird lockerer und reiferer. Er ist auch etwas ängstlich und kann schwer mit anderen umgehen. Im vierten Band erwähnt Oskar, dass er in diesem Jahr mit Lars einen großartigen Urlaub in Dänemark hatte.

#### Irina
Irina ist eine Arbeitskollegin und Freundin von Tanja. Sie ist Angestellte im Nachtclub „Mausefalle“. Nach den Vorkommnissen im zweiten Band geben sie und Tanja diesen Job auf und eröffnen im dritten Band eine Boutique mit Schneiderei. Sie ist Tanjas Trauzeugin. Zwischen dem dritten und vierten Band zieht sie mit ihrem Freund Sebastian in den 4. Stock, in die frühere Wohnung von Fitzke. Sie stammt aus Russland und spricht eher gebrochen Deutsch. Ihr Lieblingsspruch ist: „Sagt man so, sagt man nicht?“ Im dritten Band gibt Rico ihr Alter als 32 Jahre an.

#### Sebastian
Sebastian ist Polizist. Er ist Arbeitskollege, Freund und Trauzeuge von Simon Westbühl. Zwischen dem dritten und vierten Band zieht er mit seiner Freundin Irina in den 4. Stock, in die frühere Wohnung von Fitzke. Er ist Vegetarier.

#### Penny Doretti
Penny Doretti ist die Tochter von Tanja Doretti und Simon Westbühl und die Halbschwester von Rico. Sie wohnt im 4. und 5. Stock, durch einen Durchbruch. Sie wird im vierten Band an Heiligabend wegen eines Schneesturms in Simons Wohnung geboren.

### Weitere Figuren

#### Spielplatzgang
Die Spielplatzgang sind Rico, Oskar, Nuri, Samira, Sarah Bragberg, Soo Min Ryu/Park, Borislav Lawottny und der Checker. Nuri ist der große Bruder von Samira. Lawottny ist „tiefbegabt“ und geht mit Rico ins Förderzentrum. Der richtige Name von Checker ist nicht bekannt. Nuri und Samira sind Geschwister und stammen aus der Türkei. Dennoch begeistert sich Nuri für deutsche Dichtkunst. Samira spricht nie, außer mit Nuri.

#### Sven
Sven ist taub, er beherrscht die Gebärdensprache und ist gut im Lippenlesen. Rico lernt ihn im ersten Band bei seiner Suche nach Oskar und Mister 2000 kennen. Im dritten Band hilft er Rico und Oskar bei der Suche nach Fitzkes Kalbstein.

#### Felix
Felix ist Svens bester Freund. Er taucht lediglich im ersten Band auf und hilft Rico bei dessen Suche nach Sophia, einem ehemaligen Opfer von Mister 2000. Er ist etwa in Ricos Alter, möchte Schriftsteller werden und erzählt Sven eigene Geschichten, bevor er sie aufschreibt, jedoch ohne Gebärden, was Sven aufgrund seiner Fähigkeiten, Lippen zu lesen, dennoch verstehen könnte. Im dritten Band wird er noch erwähnt, als Svens Eltern erzählen, dass Felix ebenfalls hätte mitkommen sollen, jedoch krankheitsbedingt fehlt.

#### Ludger van Scherten
Ludger van Scherten ist ein älterer Herr. Er ist Witwer, da seine Frau Hannah an Alzheimer verstarb; vor seiner Pensionierung war er Lehrer. Er spielt Bingo, fährt einen alten Golf und ist mit Elke Dahling verlobt.

#### Ulf Brauscher
Ulf Brauscher ist Nachrichtensprecher in der fiktiven Nachrichtensendung Abendschau aus Berlin in Anspielung auf die rbb24 Abendschau. Er ist schwul und in einer Beziehung mit Rainer Kiesling. Er wird von Frau Dahling vergöttert.

#### Otto und Anna
Otto ist ein Freund von Lars sowie Leiter der Selbsthilfegruppe, der Mitglied Lars im dritten Teil war, bevor sich sein Verhältnis zu Oskar besserte. Otto und Anna sind in einer Beziehung. Anna ist tiermedizinische Fachangestellte in einer Tierarztpraxis in Brandenburg. Otto kann als eher gemütlich, aber auch humorvoll charakterisiert werden.

#### Miray
Miray ist die Cousine von Nuri und Samira. Oskar ist in sie verliebt.

#### Die Alten
Die Alten sind Magdalene „Magda“ Pommer geb. Förster, ihr Mann Werner Pommer, ihr Bruder Erich Förster, dessen bester Freund Otfried Nöck, dessen Frau Johanna Nöck geb. Schwänli sowie Heinrich Konrad und dessen Frau Cilly Konrad geb. Liesing. Sie waren vor vielen Jahren eine eng befreundete Gruppe. Werner war Alkoholiker und starb bei einem tragischen Unfall. Erich verschwand, nachdem sein bester Freund Otfried mit dem Schwarm beider, Johanna, zusammengekommen war. Otfried und Johanna zogen nach Bergwald im Landkreis Waldeck-Frankenberg, ein Jahr darauf verstaub Magda und Erichs Bruder Hartmut, inzwischen Vater einer außerehelichen Tochter, welche später einen Sohn namens Jerome haben sollte, jedoch zu ihrer Tante nie Kontakte hatte. Einige Jahre später tauchte Erich in Bergwald wieder auf. Kurz darauf starb Otfried an einer schweren Krankheit und Erich nahm seine Identität an. Magda und Erich gehört der Spielplatz der Spielplatzgang, den Magda verkaufen wollte. Sie kommen nur im fünften Band vor.

#### Ellie und Boris Wandbeck
Elisabeth „Ellie“ Wandbeck ist die Leiterin des Bingo im Seniorenheim „Graue Hummeln“. Sie hat einen Sohn namens Boris und einen Jack Russell Terrier, der schließlich Ricos Hund wird und „Porsche“ heißt. Boris fungiert hauptsächlich als ihr Handlanger und ist Eigentümer des Nachtclubs „Mausefalle“. Beide kommen nur im zweiten Band vor. Wegen illegalen Handels mit Wildledertaschen, DVD-Spielen, Handys, Armbanduhren, Notebooks, Pelzjacken und Schmuck kommen sie ins Gefängnis.

#### Klara, Herbert und Julia Bonhöfer
Die Bonhöfers sind drei Generationen. Klara ist die Mutter von Herbert und dieser der Vater von Julia. Sie haben früher im Hinterhaus der Dieffe 93 gewohnt. Fitzke hat Klara geholfen, Herbert großzuziehen. Klara ist durch eine selbst herbeigeführte Gasexplosion gestorben (sie hat den Gashahn aufgedreht und sich dann eine Zigarette angesteckt). Seitdem ist das Hinterhaus einsturzgefährdet und unbewohnt. Julia ist in einer Beziehung mit Justin. Julia hat für ihren Vater Fitzkes Kalbstein gestohlen, außerdem hat sie für einen Hehler weitere Steine gestohlen, auf der Suche nach einem Rubin. Herbert und Julia kommen nur im dritten Band vor.

#### Justin
Justin ist in einer Beziehung mit Julia. Er hat Spielschulden. Zudem ist er gewalttätig und hat einen Kampfhund namens Bobo. Er hat mit Julia für einen Hehler Steine von Fitzke gestohlen, auf der Suche nach einem Rubin. Aufgrund einer Reihe von Vorstrafen geht er dafür ins Gefängnis. Er kommt lediglich im dritten Band vor.

#### Jérôme Bürger
Jérôme Bürger ist der Großneffe von Magda Pommer; seine Mutter ist die Tochter von Madga und Erichs verstorbenen älteren Bruder Hartmut. Er gibt sich vor Magda als Immobilienmakler aus und täuscht eine Familie mit Frau und kranker Tochter vor, um so als bemitleidenswerter Großneffe dazustehen. So möchte er beim Verkauf des Spielplatzes möglichst viel Gewinn in die eigene Tasche scheffeln. Er hat Spielschulden. Er kommt nur im fünften Band vor.

#### Grete Kretschmar und Erna
Grete Kretschmar und ihre Tochter Erna spielen die Familie von Jérôme Bürger. Anfangs spielt Jérôme ihr die ganz große Liebe vor, hinterher bietet er ihr Geld, um seine Familie zu spielen. Grete hat nicht viel Geld. Sie kommen nur im fünften Band vor.

### Auftrittsübersicht
Legende
_ Tritt aktiv in Erscheinung
_ Wird erwähnt
| Figuren                                   | Rico, Oskar und die Tieferschatten | Rico, Oskar und das Herzgebreche | Rico, Oskar und der Diebstahlstein | Rico, Oskar und das Vomhimmelhoch | Rico, Oskar und das Mistverständnis |
| ----------------------------------------- | ---------------------------------- | -------------------------------- | ---------------------------------- | --------------------------------- | ----------------------------------- |
| Rico Doretti                              |                                    |                                  |                                    |                                   |                                     |
| Oskar Döring                              |                                    |                                  |                                    |                                   |                                     |
| Marrak                                    |                                    |                                  |                                    |                                   |                                     |
| Runge-Blawetzkys                          |                                    |                                  |                                    |                                   |                                     |
| Simon Westbühl                            |                                    |                                  |                                    |                                   |                                     |
| Gustav Fitzke                             |                                    |                                  |                                    |                                   |                                     |
| Elke Dahling                              |                                    |                                  |                                    |                                   |                                     |
| Rainer Kiesling                           |                                    |                                  |                                    |                                   |                                     |
| Sechs Kesslers                            |                                    |                                  |                                    |                                   |                                     |
| Tanja Doretti                             |                                    |                                  |                                    |                                   |                                     |
| Jule                                      |                                    |                                  |                                    |                                   |                                     |
| Berts                                     |                                    |                                  |                                    |                                   |                                     |
| Massoud                                   |                                    |                                  |                                    |                                   |                                     |
| Maja                                      |                                    |                                  |                                    |                                   |                                     |
| Mommsen                                   |                                    |                                  |                                    |                                   |                                     |
| Lars Döring                               |                                    |                                  |                                    |                                   |                                     |
| Irina                                     |                                    |                                  |                                    |                                   |                                     |
| Sebastian                                 |                                    |                                  |                                    |                                   |                                     |
| Penny Doretti                             |                                    |                                  |                                    |                                   |                                     |
| Nuri und Samira                           |                                    |                                  |                                    |                                   |                                     |
| Sarah                                     |                                    |                                  |                                    |                                   |                                     |
| Soo Min                                   |                                    |                                  |                                    |                                   |                                     |
| Borislav Lawottny                         |                                    |                                  |                                    |                                   |                                     |
| Checker                                   |                                    |                                  |                                    |                                   |                                     |
| Sven                                      |                                    |                                  |                                    |                                   |                                     |
| Ludger van Scherten                       |                                    |                                  |                                    |                                   |                                     |
| Ulf Brauscher                             |                                    |                                  |                                    |                                   |                                     |
| Otto                                      |                                    |                                  |                                    |                                   |                                     |
| Anna                                      |                                    |                                  |                                    |                                   |                                     |
| Miray                                     |                                    |                                  |                                    |                                   |                                     |
| Magda, Erich, Johanna, Heinrich und Cilly |                                    |                                  |                                    |                                   |                                     |
| Ellie Wandbeck                            |                                    |                                  |                                    |                                   |                                     |
| Boris Wandbeck                            |                                    |                                  |                                    |                                   |                                     |
| Klara Bonhöfer                            |                                    |                                  |                                    |                                   |                                     |
| Herbert und Julia Bonhöfer                |                                    |                                  |                                    |                                   |                                     |
| Justin                                    |                                    |                                  |                                    |                                   |                                     |
| Jérôme Bürger                             |                                    |                                  |                                    |                                   |                                     |
| Grete Kretschmar und Erna                 |                                    |                                  |                                    |                                   |                                     |

## Hintergrund
Die Figur Rico ist an Steinhöfels verstorbenen Lebensgefährten Gianni Vitiello angelehnt, dessen Familie wie Ricos Familie väterlicherseits aus Italien stammte und der wie Rico ein Aufmerksamkeitsdefizitsyndrom hatte. Steinhöfel wohnte lange in der Gegend, in der auch Rico im Buch wohnt.
Ursprünglich hatte Steinhöfel die Serie als Trilogie geplant. Für eine Reihe von Animationsfilmen für die Sendung mit der Maus erfand er weitere Kinder hinzu, die mit Rico und Oskar eine Bande bilden. Um die Hintergrundgeschichte dieser Kinder erzählen und ihre Charaktere besser ausgestalten zu können, als es in den kurzen Fernsehsequenzen möglich war, entschied sich Steinhöfel, zwei weitere Bücher zu schreiben. Damit soll die Reihe abgeschlossen sein.

## Veröffentlichungen

### Romane
- Rico, Oskar und die Tieferschatten (2008, ISBN 978-3-5513-1029-3)
- Rico, Oskar und das Herzgebreche (2009, ISBN 978-3-5513-1233-4)
- Rico, Oskar und der Diebstahlstein (2011, ISBN 978-3-5513-1289-1)
- Rico, Oskar und das Vomhimmelhoch (2017, ISBN 978-3-5515-5665-3)
- Rico, Oskar und das Mistverständnis (2020, ISBN 978-3-5515-5783-4)

### Comics
Begleitend zu den Romanen verfasste Steinhöfel zusammen mit dem Illustrator Peter Schössow eine Comic-Reihe, die zusätzliche Abenteuer von Rico und Oskar erzählt. Sie erscheint ebenfalls im Carlsen-Verlag und wird ab 8 Jahren empfohlen. Bisher erschienen die Bände:
- Fische aus Silber (2017, ISBN 978-3-5515-5687-5)
- Die Regenhütte (2017, ISBN 978-3-5515-5693-6)
- Die perfekte Arschbombe (2018, ISBN 978-3-5515-5380-5)
- Die Sache mit den Öhrchen (2019, ISBN 978-3-551-55760-5)

## Verfilmungen

### Kinofilme
Die ursprüngliche Trilogie wurden zwischen 2014 und 2016 für das Kino verfilmt. Die Titelrollen spielen Anton Petzold als Rico und Juri Winkler als Oskar. In weiteren Rollen sind unter anderem Karoline Herfurth als Tanja, Ursela Monn als Elke Dahling, Ronald Zehrfeld als Simon Westbühl und Milan Peschel als Gustav Fitzke zu sehen.
- 2014: Rico, Oskar und die Tieferschatten
- 2015: Rico, Oskar und das Herzgebreche
- 2016: Rico, Oskar und der Diebstahlstein

### Fernsehen
Für die Sendung mit der Maus konzipierte Andreas Steinhöfel mit dem Illustrator Peter Schössow eine Reihe kurzer Animationsfilme, die ab November 2016 ausgestrahlt wurden. Sie wurden zum Ausgangspunkt für die beiden letzten Bände der Buchreihe, Rico, Oskar und das Vomhimmelhoch und Rico, Oskar und das Mistverständnis.